# Muzeum Regionalne „Państwa Muszyńskiego” w Muszynie
Muzeum Regionalne „Państwa Muszyńskiego” – muzeum utworzone z inicjatywy Karola Rojny przez Koło Polskiego Towarzystwa Turystyczno-Krajoznawczego w Muszynie w dniu 3 sierpnia 1958 roku.
Siedzibę muzeum ulokowano w budynku Zajazdu położonym u podnóża wzgórza zamkowego przy ulicy Antoniego Kity 16. 3 sierpnia 1958 roku, po zakończonych pracach remontowych, nastąpiła uroczysta inauguracja „Muzeum Pamiątek Muszyny” pod kuratelą muszyńskiego Koła PTTK i Urzędu Miasta Muszyny. W 1968 roku pieczę nad „Muzeum Pamiątek Muszyny” objął krynicki oddział Polskiego Towarzystwa Turystyczno-Krajoznawczego. Szacuje się, że do końca lat 90. ubiegłego stulecia w muzeum zgromadzono około 2500 eksponatów zakupionych, pozyskanych lub otrzymanych w darze od mieszkańców Muszyny i okolic. Z uwagi na budowę obwodnicy Muszyny, a także zły stan techniczny, w listopadzie 2009 roku Zajazd został rozebrany do fundamentów i zrekonstruowany przy ulicy Krzywej 1. Od 2010 roku muzeum funkcjonowało pod patronatem Miejsko-Gminnego Ośrodka Kultury w Muszynie, a od 2024 roku weszło w skład Centrum Kultury i Czytelnictwa w Muszynie. W budynku zrekonstruowanego Zajazdu prócz Muzeum Regionalnego „Państwa Muszyńskiego” znajduje się również Centrum Informacji Turystycznej. Do dyspozycji zwiedzających zostały udostępnione trzy izby (łemkowska, mieszczańska i rycerska) oraz sala konferencyjno-wystawiennicza.
Wśród zbiorów znajdują się:
- zbiory związane z historią Muszyny i Państwa Muszyńskiego oraz jego mieszkańców,
- zbiory związane z tutejszymi społecznościami: łemkowską i żydowską,
- zbiory sztuki nieprofesjonalnej oraz współczesnej (prace m.in. Władysława Chajca, Aleksandra Jurkiewicza i Kazimierza Kwiatkowskiego).